# سيزار كانيدا
سيزار كانيدا (بالإسبانية: César Caneda)‏ هو لاعب كرة قدم إسباني في مركزي ظهير ‏ وقلب الدفاع، ولد في 10 مايو 1978 في فيتوريا-غاستيز في إسبانيا. شارك مع منتخب إسبانيا تحت 18 سنة لكرة القدم ومنتخب إسبانيا تحت 20 سنة لكرة القدم. أما مع النوادي، فقد لعب مع أتلتيك بيلباو ب وأتلتيك بيلباو وأوريرا فيتوريا وديبورتيفو ألافيس وراسينغ سانتاندير ونادي إشبيلية ونادي إيبار ونادي سالامانكا ونادي غيخيليو ونادي قادش ونادي ميرانديس ويونيون ديبورتيفا لوغرينييس.

## وصلات خارجية
- سيزار كانيدا على موقع الاتحاد الدولي (مؤرشف)  (الإنجليزية)
- سيزار كانيدا على موقع قاعدة بيانات كرة القدم.إي يو (الإنجليزية)
- سيزار كانيدا على موقع Soccerway.com (الإنجليزية)
- سيزار كانيدا على موقع عالم كرة القدم.نت (الإنجليزية)
- سيزار كانيدا على موقع AS.com (الإسبانية)